# 過酸化ルビジウム
過酸化ルビジウム (かさんかルビジウム、英: rubidium peroxide) は、化学式Rb2O2の無機化合物で、ルビジウムの過酸化物である。

## 合成
過酸化ルビジウムは、−50 °Cの液体アンモニア中で、ルビジウムを急速酸化させることで合成される。
{\displaystyle \mathrm {2\ Rb+O_{2}\ {\xrightarrow {-50\;^{\circ }{\text{C}}}}\ Rb_{2}O_{2}} }
また、真空中で超酸化ルビジウムを熱分解することでも合成される。
{\displaystyle \mathrm {2\ RbO_{2}\ {\xrightarrow {290\;^{\circ }{\text{C}}}}\ Rb_{2}O_{2}+O_{2}} }

## 性質
直方晶系の無色から明るい黄色の固体である。